# جيش التحرير الزغرتاوي
جيش التحرير الزغرتاوي  يمثل الفرع شبه العسكري لتيار المردة اللبناني خلال الحرب الأهلية اللبنانية، وقد تأسس في عام 1967 بناءًا على تعليمات من الرئيس سليمان فرنجية تحت اسم لواء المردة قبل بدء الحرب بسبع سنوات. كانت هذه القوة في البداية تحت قيادة طوني فرنجية نجل الرئيس آنذاك، وكانت تعمل بشكل أساسي خارج طرابلس وزغرتا، وقد حاربت أيضًا في بيروت. حارب جيش التحرير الزغرتاوي ضد الميليشيات الفلسطينية واللبنانية الإسلامية، بالإضافة إلى القوات اللبنانية بشري وإهدن.

## الأصول
تم تشكيل جناح المردة العسكري بشكل سري عام 1967 وعند اندلاع الحرب في شهر نيسان من العام 1975. وكانت أعداد الجنود تتراوح بين 700-800 رجل مسلح بأسلحة نارية عتيقة حصلوا عليها من السوق السوداء. وظهروا للعلن لأول مرة في تاريخ 17 آب من العام 1970 في بيروت عندما توجه طوني فرنجية إلى مجلس النواب وتحت قيادته مجموعة من المسلحين من أجل ضمان انتخاب والده للرئاسة، وهذا التصرف يعتبر غير قانوني وقد أثبتت السلطات الرسمية اللبنانية عجزها عن منعه.

## المعتقدات السياسية والجدل
كان جيش التحرير الزغرتاوي/المردة يوصف على أنه منظمة عصابات على غرار المافيا أكثر من كونه حزب سياسي حقيقي، ولم يضع أو يلتزم ببرنامج أو بأيديولوجية معينة. على الرغم من أن المحافظين يشاركون الأحزاب المسيحية اليمينية الأخرى وجهات نظر متشابهة فيما يتعلق بالوجود العسكري لمنظمة التحرير الفلسطينية في لبنان والحفاظ على الوضع السياسي الذي كان يهيمن عليه المسيحيون قبل الحرب، إلا أنهم كانوا ينظرون إليهم على أنهم فيلق إقطاعي سيئ السمعة بسبب وحشيتهم وفسادهم.

## الهيكل والتنظيم العسكري
تم تشكيل جيش التحرير الزغرتاوي على خطىً شبه تقليدية شبيهة بالقوات الخاصة والفروع الطبية والعسكرية لقوات الشرطة. وكان لها توجه إقليمي مُميز، إذ تم تأسيس مقرها العسكري في بلدة إهدن الصغيرة المجاورة لزغرتا، حيث كان سكان زغرتا يقضون فصل الصيف فيها. كانت العضوية والهيكل القيادي لجيش التحرير الزغرتاوي في الغالب ماروني، ولكنهم ضموا إلى صفوفهم أفرادًا من الروم الكاثوليك والمسيحية الأرثوذكسية الشرقية، وتحالفوا في البداية مع ميليشيات مسيحية يمينية أخرى شملت قوى الكتائب النظامية ونمور الأحرار وحراس الأرز وحركة المقاومة اللبنانية - التنظيم وحركة الشباب اللبنانية وفرقة تايوس للقوات الخاصة. وكانت عملياتهم مرتكزة بشكل أساسي داخل وخارج طرابلس ومناطق أخرى في شمال لبنان، وكان أغلب قتالاتها مع الجماعات الإسلامية المحلية، وقاتلت كذلك في شرق بيروت. وبفضل الدعم السري الذي قدمه الجيش اللبناني، تضخمت أعداد الميليشيا التي يسيطر عليها فرنجية لتصل إلى 2400 جندي بحلول شهر كانون الثاني من العام 1976، وتكونت القوة من 800 مقاتل متفرغ و1500 مقاتل غير نظامي. وفي أواخر السبعينات من القرن الماضي، حشدت المردة قرابة 3500 رجل وامرأة وجهزتهم بالأسلحة الصغيرة الحديثة.

## الأسلحة والمعدات
تلقى جيش التحرير الزغرتاوي قبل الحرب دعمًا سريًا من الجيش اللبناني الذي قدم له التدريب والأسلحة والذخيرة ومعدات الاتصال المتنقلة المتطورة. وتم شراء الأسلحة والمركبات وغيرها من المعدات غير الفتاكة في البداية من السوق السوداء الدولية أو تم سحبها من مراكز الاحتياط التابعة للقوات المسلحة اللبنانية ومراكز شرطة قوى الأمن الداخلي. وبعد شهر حزيران من العام 1978، تم تمويلهم وتسليحهم بشكل رئيسي من قبل سوريا.

## قائمة قادة المردة العسكريين
- طوني فرنجية (1967–1978).
- روبرت فرنجية (1978–1982).
- سليمان فرنجية الابن (1982–1990).

## التنظيم الإداري والأنشطة غير القانونية
أسست عشيرة فرنجية إقطاعيتهم الخاصة عام 1978 في شمال لبنان الذي كان يضم مناطق طرابلس والكورة وزغرتا وبشري وأجزاء من البترون. وكانت هذه المنطقة تدار من قبل الإدارة المدنية التابعة للمردة والتي كانت تضم 80 موظفًا حكوميًا تم تكليفهم أيضًا بإدارة تلفزيون وراديو الميليشيا الذي كان يطلق عليه اسم إذاعة صوت المردة. وبتمويل مبدئي من ثروة سليمان فرنجية الشخصية، لجأ جيش التحرير الزغرتاوي/المردة إلى ابتزاز الأموال مع عائدات إضافية تولدها الموانئ غير الشرعية في شكا التي كانت المحور الصناعي للبنان في ذلك الوقت عن طريق تهريب المخدرات وتهريب الأسلحة وفرض الرسوم على التجارة العابرة للمنتجات الزراعية وغيرها من السلع في عدد من نقاط التفتيش الداخلية مثل مدفون الواقعة في منطقة البترون.

## جيش التحرير الزغرتاوي في الحرب الأهلية اللبنانية

### المراحل المبكرة والتوسع 1975-1978
دخل جيش التحرير الزغرتاوي بحجمه الصغير آنذاك الحرب الأهلية في شهر تموز من العام 1975 كردٍ على سلسلة هجمات قامت بها الميليشيات الإسلامية المحلية في مدينة طرابلس الساحلية الشمالية التي يهيمن عليها المسلمون على متاجر ومكاتب يملكها مسيحيون من زغرتا. وفي 28 آب من العام 1975، اشتبك جيش التحرير الزغرتاوي مرة أخرى في طرابلس مع الميليشيات السنية المحلية، وفي زحلة مع جماعة زحلة المسلحة اليونانية-الكاثوليكية المحلية على الرغم من تدخل قوات الجيش اللبناني في محاولة فاشلة لوقف القتال. وفي شهر تشرين الأول من ذلك العام، شارك رجال جيش التحرير الزغرتاوي في معركة الفنادق في بيروت، وفي وقت لاحق من تاريخ 14 كانون الثاني عام 1976 توجهوا إلى زغرتا التي كانت محاصرة من قبل قوات منظمة التحرير الفلسطينية والحركة الوطنية اللبنانية ردًا على سقوط مخيم ضبية للاجئين الفلسطينيين في أيدي الميليشيات المسيحية في الجبهة اللبنانية في وقت سابق من نفس اليوم. تم نشر جيش التحرير الزغرتاوي مرة أخرى في بيروت في شهر آذار من العام 1976، وعاونوا كتيبة الحرس الجمهوري اللبناني التي كانت تعاني من ضغوطات شديدة إثر الدفاع عن القصر الرئاسي في قضاء بعبدا ضد هجوم مزدوج من قبل منظمة التحرير الفلسطينية وجيش لبنان العربي، على الرغم من توجه الرئيس سليمان فرنجية قبل الهجوم إلى مكان آمن في قرية ذوق مكايل بالقرب من مدينة جونيه وتوجهه في وقت لاحق إلى قرية كفور في قضاء كسروان.
على الرغم من انضمامه في شهر كانون الثاني من العام 1976 إلى تحالف الجبهة اللبنانية الذي جمع الأحزاب المسيحية اليمينية الرئيسية وجماعاتها المسلحة، إلا أنّ علاقات عشيرة فرنجية الوثيقة مع سوريا (كان سليمان فرنجية صديقًا وثيقًا للرئيس السوري حافظ الأسد) ونزاعهم السياسي المرير مع عشيرة الجميل (قادة حزب الكتائب اللبنانية) وخلافهم مع القادة المسيحيين الآخرين حول تحالفهم التكتيكي مع إسرائيل دفعهم إلى الانفصال عن الجبهة اللبنانية عام 1977، وهذا الأمر أدى إلى أحداث مأساوية في السنة التالية.

## السنوات اللاحقة 1979-1990
بعد مقتل طوني فرنجية في مجزرة إهدن شهر حزيران من العام 1978، حلّ مكانه شقيقه الأصغر روبرت فرنجية ليقود الميليشيا، وخلفه في وقت لاحق ابن أخيه سليمان فرنجية الابن عام 1982.
في الأشهر التي تلت مجزرة إهدن، كان أفراد عشيرة فرنجية قادرين على منع تدمير أو ضم جيش التحرير الزغرتاوي إلى القوات اللبنانية التي تمكنوا أيضًا من طردها بلا رحمة من منطقة الكورة بحلول نهاية السبعينات، وقاموا أيضًا بخطف وذبح قرابة 100 عنصر من حزب الكتائب اللبنانية وإجبار من تبقوا على الفرار أو الاختباء. كما اشتبه أن جيش التحرير الزغرتاوي/المردة قد كانوا وراء اغتيال ابنه بشير الجمل الصغيرة وحراسه الشخصيين في انفجار سيارة ملغمة في شهر شباط من العام 1979، بالإضافة إلى اشتباههم في اغتيال بشير نفسه في شهر أيلول من العام 1982على الرغم من أن درجة تورط الميليشيا المتمركزة في زغرتا في أي من هذه الهجمات لا تزال غير واضحة. بعد العام 1978، تحالفت عشيرة فرنجية مع الحركة الوطنية اللبنانية ثم مع سوريا، حتى أنهم قدموا دعمهم لوحدات الجيش السوري في شرق بيروت ضد الميليشيات المسيحية وجيش لبنان الحر خلال حرب المئة يوم. كما انضموا في شهر تموز من العام 1983 إلى جبهة المقاومة الوطنية اللبنانية، ودعموا في وقت لاحق خلال الأعوام 1988-1990 اتفاق الطائف الذي رعته سوريا والحكومة المؤقتة برئاسة رئيس الوزراء السني سليم الحص ضد حكومة الجنرال ميشيل عون المارونية.
تمكنت المردة/جيش التحرير الزغرتاوي من مواصلة نشاطه بفضل الدعم السوري. وعلى الرغم من تناقص أعداده لتصل إلى 1600 مقاتل بحلول منتصف الثمانينات، إلا أن المردة استطاعت التمسك بالمناطق الشمالية التي تسيطر عليها. وفي تاريخ 11 تموز من العام 1984، اشتبك المردة/جيش التحرير الزغرتاوي مع قوات الحزب السوري القومي الاجتماعي من أجل السيطرة على القرى المسيحية في كوسبا وكفر عقا وبصرما وظهر العين ومناطق أخرى في الكورة، وتمكنت المردة/جيش التحرير الزغرتاوي من طرد قوات الحزب السوري القومي الاجتماعي والسيطرة على كامل المنطقة حتى نهاية الحرب. كما زُعم أنهم تلقوا دعم سري من اللواء السابع من الجيش اللبناني البالغ قوامه 1700 جندي والمتمركز في جبيل والذي كان مواليًا للرئيس السابق سليمان فرنجية.

## التفكك
عند نهاية الحرب في شهر تشرين الأول من العام 1990، تلقت قوات المردة/جيش التحرير الزغرتاوي في بيروت والشمال أوامر في شهر آذار من العام 1991 بالتسريح وتسليم الأسلحة الثقيلة. وفي أوائل التسعينات، تم حلها من كونها قوة عسكرية، ثم عاودت الظهور مرة أخرى كمنظمة سياسية قانونية تحت اسم تيار المردة، ولم يعد لجيش التحرير الزغرتاوي أي نشاط.